# 金岩村
金岩村（かないわそん）は、鳥取県日野郡にあった村。現在の西伯郡伯耆町の一部にあたる。大山の登山者の休憩場所としてにぎわった。

## 地理
大山西麓の広いすそ野に位置していた。
- 河川：大江川[4]

## 歴史
- 1889年（明治22年）10月1日、町村制の施行により、日野郡岩立村、金屋谷村が合併して村制施行し、金岩村が発足[1][2]。旧村名を継承した岩立、金屋谷の2大字を編成[2]。
- 1891年（明治24年）大字岩立で大火が発生し20数戸が全焼[4]。
- 1910年（明治43年）耕地整理で中祖溜池を築工[2]。中外原などで約2町5反部を開田[2]。
- 1914年（大正3年）2月1日、日野郡溝口村、栄村と合併し溝口村が存続して廃止された[1][2]。合併後、溝口村大字岩立・金屋谷となる[2]。

### 地名の由来
合併旧村名の各一文字を組み合わせたもの。

## 産業
- 農業[2]

## 教育
- 1873年（明治6年）金屋谷簡易小学校開校[3]。1892年（明治25年）金屋谷尋常小学校に改称[2]。